# سرخس شترمرغ
سرخس شترمرغ یک سرخس تاج‌شکل است که در مناطق معتدل شرق و شمال اروپا، آسیای شمالی و آمریکای شمالی رشد می‌کند.

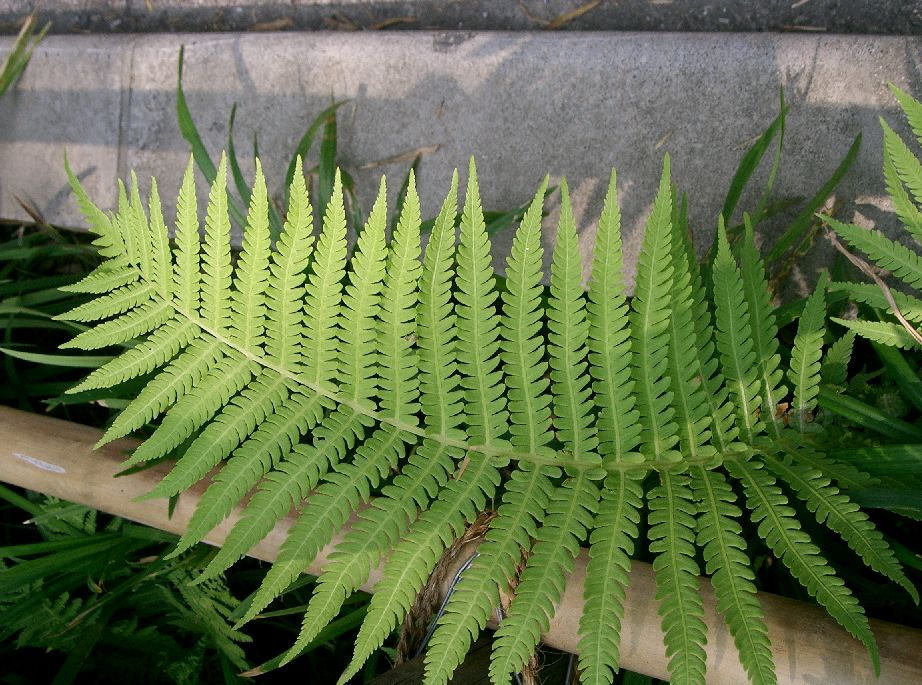
ساقه‌برگ سرخس شترمرغ.

## پرورش و استفاده
سرخس شترمرغ یکی از گیاهان زینتی متداول در باغ‌هاست.